# McLaren M10

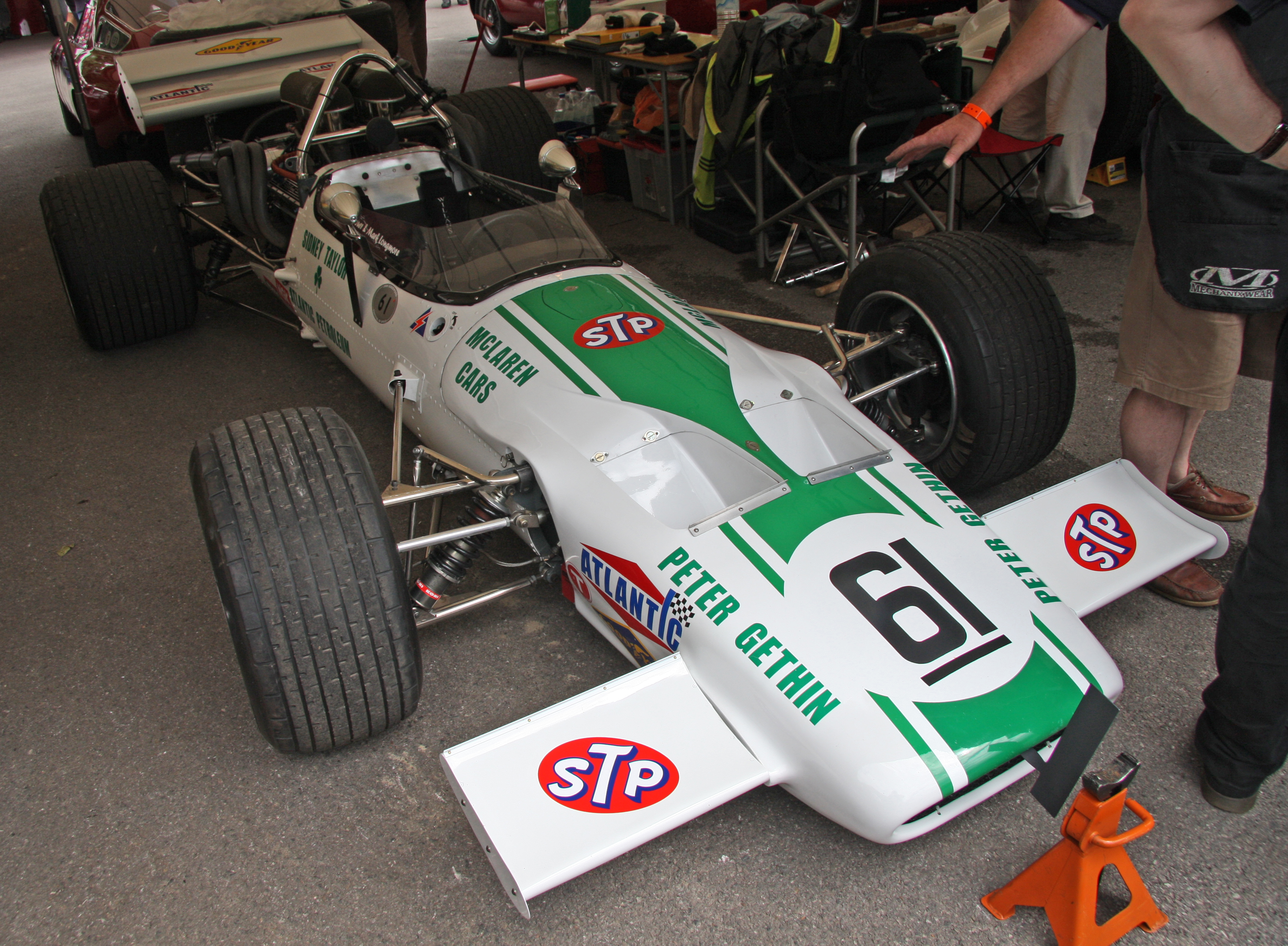
McLaren M10

Der McLaren M10 war ein Formel-5000-Rennwagen, der zwischen 1969 und 1973 in Nordamerika und in Europa zum Einsatz kam.

## Konstruktion
Der McLaren M10 wurde in 2 Versionen, dem in 16 Exemplaren gebauten M 10A und dem Nachfolgemodell M 10 B gefertigt, wobei vom letzteren etwa 22 Exemplare entstanden. Er war knapp am Gewichtslimit gebaut, war daher sehr leicht und wurde von einem 500 PS starken Chevrolet-V8-Motor angetrieben. Gefertigt wurden die Wagen nicht bei McLaren selbst, sondern beim britischen Rennwagenbauer Trojan.

## Renngeschichte
Der M10 war das einzige Formel-5000-Rennfahrzeug, das zweimal das Siegerfahrzeug der nordamerikanischen Formel-5000-Meisterschaft stellte. 1970 holte sich John Connor mit vier Laufsiegen den Meistertitel. Ein Jahr später gewann der Brite David Hobbs mit Erfolgen in Seattle, Road America, Laguna Seca, Edmonton und Lime Rock die Meisterschaft.
Auch in der Europäischen Formel-5000-Meisterschaft kam der M10 zum Einsatz. In der ersten Saison dieser Serie gewann Peter Gethin mit einem von Church Farm Racing eingesetzten M10 überlegen den Meistertitel.